# Инверсия в поэзии
Инверсия в поэзии (от лат. inversio — переворачивание, перестановка) — нарушение порядка ударений в стихе. Словесное ударение находится не на ожидаемом месте стиха, а падает на соседний слог (слоги оказываются «переставленными», инвертированными).
В современном русском литературном стихе (силлабо-тоническом) инверсия — относительно редкое явление. И напротив — часто встречается в силлабическом стихе (итальянском, испанском, польском, раннем украинском, белорусском, под их воздействием — в русском стихе допетровской эпохи и вплоть до Тредиаковского. Обычен силлабический стих и в народном стихе славянских и многих других народов).
В силлабическом стихе в одних позициях (слогах) инверсия обычна, в других — редка, в третьих — практически невозможна.